# Petr III. Áron
Petr III. Áron (rumunsky Petru III Aron, zemřel 1467) byl vládcem Moldavského knížectví a to od října 1451 do února 1452, od srpna 1454 do února 1455 a od května 1455 do dubna 1457. Během své vlády se roku 1456 uvolil platit Osmanské říši tribut ve výši 2000 zlatých, čímž se jako první moldavský vládce podvolil tureckým nárokům.
Byl synem Alexandra Dobrého, ale jméno jeho matky je neznámé, neboť byl synem nemanželským. Poprvé se dostal k moci, když v roce 1451 zabil v Răuseni svého předchůdce a příbuzného Bogdana II., o vládu bojoval s Alexandrem II. a definitivně skončila v roce 1457, kdy ho porazil Bogdanův syn Štěpán III. Veliký.
Petr utekl do Polska a posléze do Sedmihradska, odkud se zúčastnil v roce 1467 neúspěšné výpravy Matyáše Korvína do Moldávie, jež skončila prohrou v bitvě u Baie. Pak se dostal do Štěpánovy moci a ten jej nechal zabít.